# 1. florbalová liga žen 2004/2005
1. florbalová liga žen 2004/2005 byla 11. ročníkem nejvyšší ženské florbalové soutěže v Česku.
Soutěž odehrálo 12 týmů systémem dvakrát každý s každým. Prvních osm týmů postoupilo do play-off. Zbylé čtyři týmy hrály o sestup.
Vítězem ročníku se popáté v řadě stal tým FBC Liberec Crazy Girls po porážce vicemistra předchozího ročníku, týmu Tatran Techtex Střešovice, ve finále.
Nováčky v této sezoně byly týmy VSK Medik - Ovocné Báze, TJ MEZ Vsetín a SK Jihlava. Vsetín a Jihlava se shodně vrátily do nejvyšší soutěže po jedné sezóně v 2. lize a opět svoji prvoligovou účast neudržely. Tým Ovocné Báze postoupil poprvé z druhého místa ve své divizi, místo prvního týmu FBK Bohemians DHS Praha, který se spojil s FbŠ Praha. Tým se v lize udržel a do play-off nepostoupil jen o rozdíl ve skóre.
Dále po dvou sezónách sestoupil tým FBC Žďár n/S. V nejvyšší soutěži nepokračoval ani tým USK Slávie Ústí n/L. Sestupující týmy byly v následující sezóně nahrazeny týmy TJ JM Chodov, FbK Svitavy, SSK Future a FBK Jičín.

## Základní část
| Poř. | Tým                       | Záp. | Výh. | Rem. | Pro. | Branky    | Body |
| ---- | ------------------------- | ---- | ---- | ---- | ---- | --------- | ---- |
| 1.   | Tatran Techtex Střešovice | 22   | 19   | 3/1  | 0    | 169 : 411 | 61   |
| 2.   | FBC Liberec Crazy Girls   | 22   | 19   | 2/1  | 1    | 172 : 411 | 60   |
| 3.   | FbŠ Praha                 | 22   | 16   | 4/1  | 2    | 123 : 501 | 53   |
| 4.   | 1. SC SSK Vítkovice       | 22   | 15   | 0/0  | 7    | 137 : 831 | 45   |
| 5.   | Bulldogs Brno             | 22   | 10   | 4/1  | 8    | 177 : 761 | 35   |
| 6.   | EMCO Lhokamo Praha        | 22   | 10   | 0/0  | 12   | 166 : 861 | 30   |
| 7.   | USK Slávie Ústí n/L       | 22   | 8    | 2/0  | 12   | 158 : 891 | 26   |
| 8.   | 1. HFK Děkanka            | 22   | 8    | 0/0  | 14   | 152 : 911 | 24   |
| 9.   | VSK Medik - Ovocné Báze   | 22   | 8    | 0/0  | 14   | 183 : 124 | 24   |
| 10.  | TJ MEZ Vsetín             | 22   | 5    | 3/0  | 14   | 149 : 118 | 18   |
| 11.  | FBC Žďár n/S              | 22   | 2    | 2/0  | 18   | 153 : 149 | 8    |
| 12.  | SK Jihlava                | 22   | 2    | 0/0  | 20   | 148 : 139 | 6    |

## Play-off
Čtvrtfinále se hrálo na dva vítězné zápasy, semifinále a finále na tři. O třetí místo se hrál jeden zápas.

### Pavouk
|  | Čtvrtfinále               | Čtvrtfinále             |                           |   | Semifinále | Semifinále |  |  | Finále | Finále |
|  |                           |                         |                           |   |            |            |  |  |        |        |
|  |                           |                         |                           |   |            |            |  |  |        |        |
|  | Tatran Techtex Střešovice | 2                       |                           |   |            |            |  |  |        |        |
|  | Tatran Techtex Střešovice | 2                       |                           |   |            |            |  |  |        |        |
|  | 1. HFK Děkanka            | 0                       |                           |   |            |            |  |  |        |        |
|  | 1. HFK Děkanka            | 0                       | Tatran Techtex Střešovice | 3 |            |            |  |  |        |        |
|  |                           |                         | Tatran Techtex Střešovice | 3 |            |            |  |  |        |        |
|  |                           | 1. SC SSK Vítkovice     | 0                         |   |            |            |  |  |        |        |
|  | 1. SC SSK Vítkovice       | 1. SC SSK Vítkovice     | 0                         | 2 |            |            |  |  |        |        |
|  | 1. SC SSK Vítkovice       |                         |                           | 2 |            |            |  |  |        |        |
|  | Bulldogs Brno             | 1                       |                           |   |            |            |  |  |        |        |
|  | Bulldogs Brno             | 1                       | Tatran Techtex Střešovice | 1 |            |            |  |  |        |        |
|  |                           |                         | Tatran Techtex Střešovice | 1 |            |            |  |  |        |        |
|  |                           | FBC Liberec Crazy Girls | 3                         |   |            |            |  |  |        |        |
|  | FBC Liberec Crazy Girls   | FBC Liberec Crazy Girls | 3                         | 2 |            |            |  |  |        |        |
|  | FBC Liberec Crazy Girls   |                         |                           | 2 |            |            |  |  |        |        |
|  | USK Slávie Ústí n/L       | 0                       |                           |   |            |            |  |  |        |        |
|  | USK Slávie Ústí n/L       | 0                       | FBC Liberec Crazy Girls   | 3 |            |            |  |  |        |        |
|  |                           |                         | FBC Liberec Crazy Girls   | 3 |            |            |  |  |        |        |
|  |                           | FbŠ Praha               | 0                         |   |            |            |  |  |        |        |
|  | FbŠ Praha                 | FbŠ Praha               | 0                         | 2 |            |            |  |  |        |        |
|  | FbŠ Praha                 |                         |                           | 2 |            |            |  |  |        |        |
|  | EMCO Lhokamo Praha        | 0                       |                           |   |            |            |  |  |        |        |
|  | EMCO Lhokamo Praha        | 0                       |                           |   |            |            |  |  |        |        |

### Čtvrtfinále
Tatran Techtex Střešovice – 1. HFK Děkanka 2 : 0 na zápasy
- Děkanka – Tatran 3 : 8 (0:4, 0:3, 3:1)
- Tatran – Děkanka 8 : 0 (1:0, 4:0, 3:0)

FBC Liberec Crazy Girls – USK Slávie Ústí n/L 2 : 0 na zápasy
- Ústí – Liberec 1 : 8 (0:4, 1:2, 0:2)
- Liberec – Ústí 7 : 2 (1:0, 2:2, 4:0)

FbŠ Praha – EMCO Lhokamo Praha 2 : 0 na zápasy
- Lhokamo – FbŠ Praha 0 : 6 (0:3, 0:1, 0:2)
- FbŠ Praha – Lhokamo 5 : 1 (2:0, 1:0, 2:1)

1. SC SSK Vítkovice – Bulldogs Brno 2 : 1 na zápasy
- Bulldogs – Vítkovice 6 : 5 (1:0, 3:1, 2:4)
- Vítkovice – Bulldogs 6 : 2 (2:1, 1:1, 3:0)
- Vítkovice – Bulldogs 4 : 3 (1:1, 2:2, 1:0)

### Semifinále
Tatran Techtex Střešovice – 1. SC SSK Vítkovice 3 : 0 na zápasy
- Tatran – Vítkovice 7 : 1 (4:1, 0:0, 3:0)
- Tatran – Vítkovice 9 : 2 (1:0, 3:2, 5:0)
- Vítkovice – Tatran 0 : 7 (0:2, 0:2, 0:3)

FBC Liberec Crazy Girls – FbŠ Praha 3 : 0 na zápasy
- Liberec – FbŠ Praha 4 : 3 (0:0, 3:2, 1:1)
- Liberec – FbŠ Praha 2 : 1 (0:0, 1:1, 1:0)
- FbŠ Praha – Liberec 5 : 6 (0:1, 2:1, 3:4)

### Finále
Tatran Techtex Střešovice – FBC Liberec Crazy Girls 1 : 3 na zápasy
- Tatran – Liberec 7 : 4 (4:2, 2:1, 1:1)
- Tatran – Liberec 0 : 1 (0:0, 0:1, 0:0)
- Liberec – Tatran 1 : 0 (0:0, 0:0, 1:0)
- Liberec – Tatran 4 : 3ts (0:0, 3:2, 0:1, 0:0)

### O 3. místo
FbŠ Praha – 1. SC SSK Vítkovice 6 : 5p (1:2, 3:0, 1:3, 1:0)

### Konečná tabulka
| Pořadí           | Tým                       |
| ---------------- | ------------------------- |
| Zlatá medaile    | FBC Liberec Crazy Girls   |
| Stříbrná medaile | Tatran Techtex Střešovice |
| Bronzová medaile | FbŠ Praha                 |
| 4.               | 1. SC SSK Vítkovice       |
| 5.               | Bulldogs Brno             |
| 6.               | EMCO Lhokamo Praha        |
| 7.               | USK Slávie Ústí n/L       |
| 8.               | 1. HFK Děkanka            |

## Play-down
| Poř. | Tým                     | Záp. | Výh. | Rem. | Pro. | Branky   | Body | Poznámka |
| ---- | ----------------------- | ---- | ---- | ---- | ---- | -------- | ---- | -------- |
| 9.   | VSK Medik - Ovocné Báze | 23   | 9    | 0/0  | 14   | 89 : 124 | 27   | 1. liga  |
| 10.  | TJ MEZ Vsetín           | 22   | 5    | 3/0  | 14   | 49 : 118 | 18   | sestup   |
| 11.  | FBC Žďár n/S            | 22   | 2    | 2/0  | 18   | 53 : 149 | 8    | sestup   |
| 12.  | SK Jihlava              | 23   | 2    | 0/0  | 21   | 48 : 145 | 6    | sestup   |